# 水星街

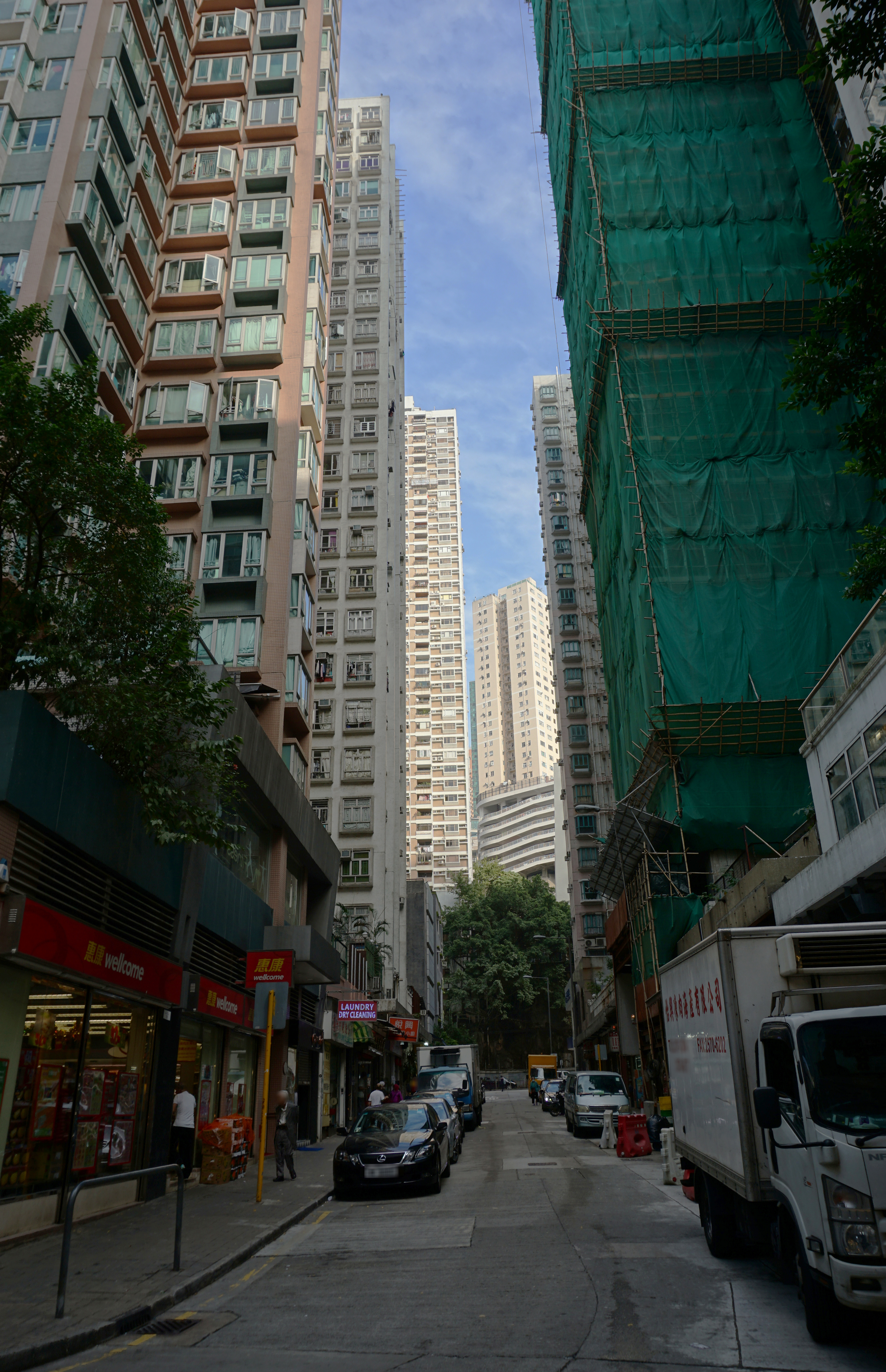
水星街

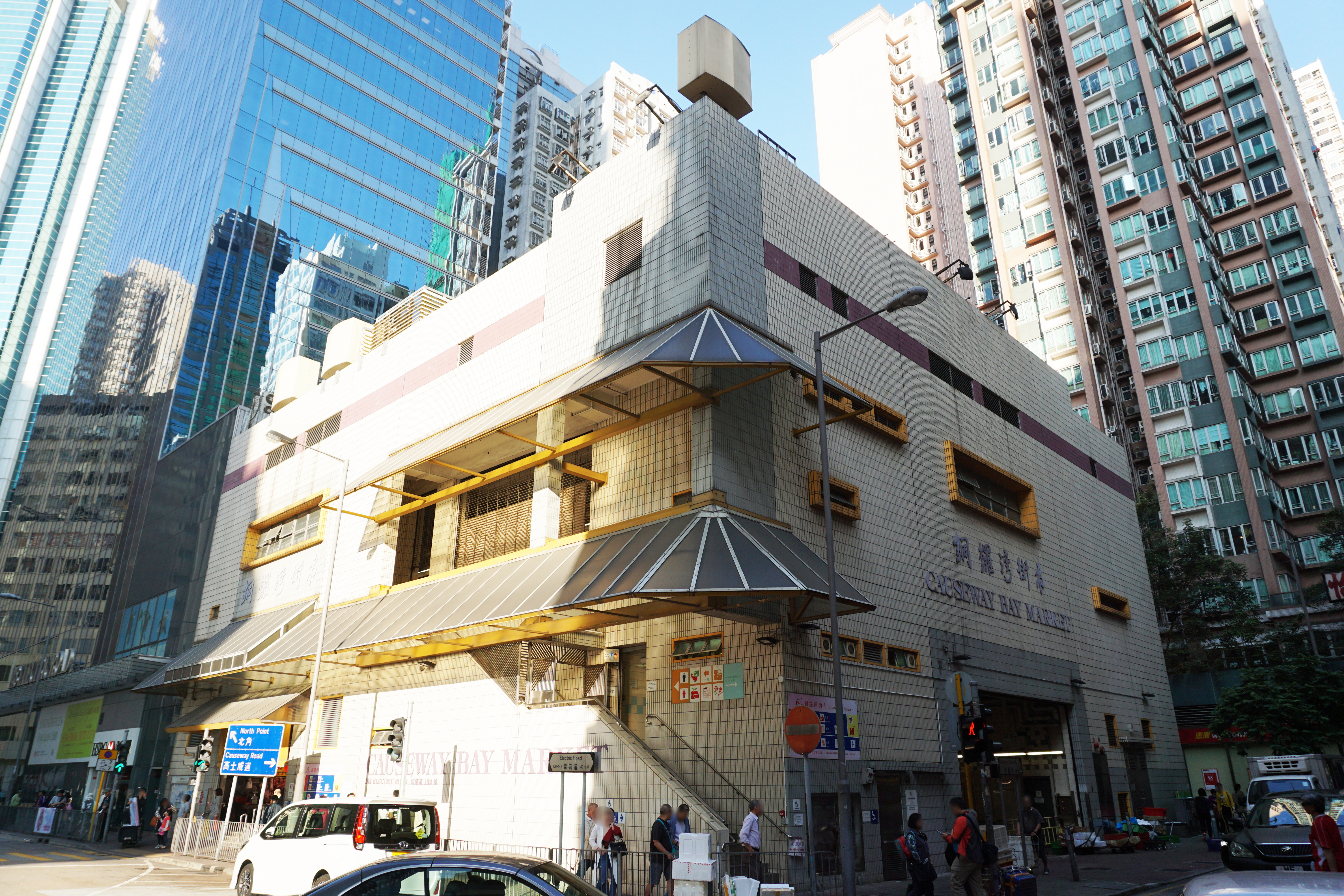
位於水星街與電氣道交界的銅鑼灣街市

水星街（英語：Mercury Street），是香港的一條街道，位於香港島銅鑼灣東部俗稱天后地區，兩端連接電氣道及英皇道，現屬灣仔區議會維園選區。水星街和旁邊的木星街是姐妹街道。昔日水星街是附近出名的菜市場，兩旁都有一排固定的菜販攤檔，導致馬路太窄，所以只有很少車輛會穿過。但自從旁邊的籃球場改建為銅鑼灣街市，水星街的攤檔都「搬上樓」後，馬路恢復原本的闊度，並有越來越多食肆進駐。

## 外部参考
- 水星街地圖